# Larry Wall
Larry Wall, född 27 september 1954 i Duncan, British Columbia, Kanada, är en kanadensisk-amerikansk programmerare, lingvist och författare. Han är mest känd för att 1987 ha skapat programspråket Perl.

## Historia
Larry Wall är från grunden utbildad lingvist. På universitetet gick han en fyraårig utbildning som tog honom åtta år. Det han tog examen i var något han hade satt ihop själv och som han kallar naturliga och artificiella språk. Universiteten han gått på är University of California/Berkeley och University of California/Los Angeles. Han säger sig själv vara hälften lingvist och hälften programmerare.
Innan han påbörjade arbetet med Perl hade han större delen av sitt liv arbetat som systemprogrammerare. För att underlätta arbetet utvecklade han olika verktyg. Bland dem, några program som fått stor spridning. Ett av dessa är rn som är en nyhetsläsare för Usenet news. Den stora fördelen med rn när det kom, var att man kunde välja vilken sorts inlägg man ville läsa och på det sättet spara den tidsåtgång det snabbt växande Usenet news orsakade.
När Larry höll på med utvecklingen av rn dök det upp ett litet problem då han skulle skicka ut uppgraderingar av programmet. Med ett redan befintligt program som heter diff kunde han få ut de senaste ändringarna han gjort och skicka dem till användarna, men få av dem orkade uppgradera rn eftersom de i sådana fall hade varit tvungna att göra det för hand.
Larry utvecklade då programmet patch som automatiserade uppgraderingsprocessen hos användaren, och därmed kunde ingen skylla på att det tog tid att uppgradera rn. Programmet patch fick snabbt spridning bland programvaruutvecklare världen över.
Som systemutvecklare och underhållare av system arbetade Larry Wall ofta med skalskript men också med programspråk för att underlätta sitt arbete. Fördelen med att skriva skalskript var att det gick snabbt och att de var lätta att ändra i, eftersom de vid varje körning tolkas på nytt. Nackdelen var att de hade många begränsningar som programspråken inte hade. Det fanns heller inget språk som på ett bra sätt kunde manipulera stora mängder text.
Efter att Larry Wall på företaget Unisys fick i uppdrag att lösa en uppgift där skalskript inte räckte till och han inte orkade skriva ett helt nytt verktyg, började han istället skriva på ett helt nytt programspråk som efter ett tag kom att kallas Perl.
De företag han arbetat på är Unisys, Jet Propulsion Laboratory, NetLabs, Seagate och numera bokförlaget O'Reilly & Associates Inc., där han leder den framtida utvecklingen av Perl.

## Böcker
- Programming Perl (1991)
- Programming Perl, andra upplagan (1996)
- Perl Resource Kit -- UNIX Edition (1997)
- Programming Perl, tredje upplagan (2000)